# Tsugaru Nobuyasu
Tsugaru Nobuyasu est un nom japonais traditionnel ; le nom de famille (ou le nom d'école), Tsugaru, précède donc le prénom (ou le nom d'artiste).
Tsugaru Nobuyasu (津軽 信寧, 5 avril 1739-22 février 1784) est le 7e daimyō du domaine de Hirosaki au nord de la province de Mutsu dans le Honshū au Japon (moderne préfecture d'Aomori). Son titre de courtoisie est Etchū-no-kami.

## Biographie
Tsugaru Nobuyasu est le fils ainé de Tsugaru Nobuaki, 6e daimyō du domaine de Hirosaki. Son père meurt quand Nobuyasu n'a que quatre ans et tout le pouvoir reste entre les mains des principaux vassaux du clan jusqu'à sa majorité.
Nobuyasu hérite du domaine de Tsugaru qui est en proie à une série de catastrophes naturelles, avec des inondations suivies de sécheresses, des tremblements de terre, des éruptions volcaniques (du mont Iwaki), des intempéries et de mauvaises récoltes répétées qui entraînent une famine généralisée et des maladies. Le domaine est endetté à hauteur de 350 000 ryō et les principaux vassaux de Nobuyasu sont corrompus et contribuent aux problèmes du domaine. Il apparaît que trois hauts fonctionnaires ont conspiré avec des marchands d'Edo auxquels ils ont vendu l'ensemble des réserves de riz du domaine pour leur profit personnel, laissant le domaine démuni face à la grande famine de Tenmei de 1781, époque pendant laquelle des milliers de gens du domaine meurent de faim. Assailli de toutes parts par les difficultés, Nobuyasu meurt subitement en 1784, laissant le domaine et ses problèmes à son fils unique, Nobuakira.
La tombe de Nobuaki se trouve au Juyo-in dans l'arrondissement Taitō-ku à Tokyo ainsi que dans le temple familial du clan Tsugaru Chōshō-ji à Hirosaki.

## Source de la traduction
- (en) Cet article est partiellement ou en totalité issu de l’article de Wikipédia en anglais intitulé « Tsugaru Nobuyasu » (voir la liste des auteurs).